# Poeciloterpa atra
Poeciloterpa atra är en insektsart som beskrevs av Jacobi 1927. Poeciloterpa atra ingår i släktet Poeciloterpa och familjen spottstritar. Inga underarter finns listade i Catalogue of Life.